# Machatauri
Machatauri (gruz. მახათაური) – wieś w Gruzji, w regionie Imeretia, w gminie Saczchere. W 2014 roku liczyła 610 mieszkańców.

## Urodzeni
- Zaza Turmanidze